# Витринга, Анне Йоханнес
Анне Йоханнес Витринга (нидерл. Anne Johannes Vitringa; 29 сентября 1827, Хардервейк — 5 декабря 1901, Гаага) — нидерландский педагог и писатель. Писал также под псевдонимами Ян Холланд (нидерл. Jan Holland) и Йохем ван Ондере (нидерл. Jochem van Ondere).
С 1862 г. директор городской гимназии в Девентере, с 1865 г. профессор лицея там же. Защитил диссертацию о философии Протагора (лат. Disquisitio de Protagorae vita et philosophia; 1874, издана 1973).
Автор около 30 сатирических повестей и романов, в том числе «Мой визит к Бисмарку» (нидерл. Mijn bezoek aan Bismarck; 1876, 3-е издание 1896) и «Семья Виллемсов» (нидерл. De familie Willems; 1881). Предметом сатирической критики Витринги обычно выступало современное ему состояние образования, а также армии и других общественных институтов. Брошюра Витринги «Об образовании и эмансипации женщин» вызвала ответный памфлет Кодин Виссхер.